# Squilla
Genre
Squilla est un genre de crustacés stomatopodes (« crevettes-mantes ») ravisseuses, de la famille des Squillidae.

## Liste des genres et espèces
Selon World Register of Marine Species (30 avril 2017) :
- Squilla aculeata Bigelow, 1893
- Squilla biformis Bigelow, 1891
- Squilla bigelowi Schmitt, 1940
- Squilla brasiliensis Calman, 1917
- Squilla cadenati Manning, 1970
- Squilla caribaea Manning, 1969
- Squilla chydaea Manning, 1962
- Squilla deceptrix Manning, 1969
- Squilla discors Manning, 1962
- Squilla edentata (Lunz, 1937)
- Squilla empusa Say, 1818
- Squilla grenadensis Manning, 1969
- Squilla hancocki Schmitt, 1940
- Squilla intermedia Bigelow, 1893
- Squilla lijdingi Holthuis, 1959
- Squilla mantis (Linnaeus, 1758)
- Squilla mantoidea Bigelow, 1893
- Squilla obtusa Holthuis, 1959
- Squilla panamensis Bigelow, 1891
- Squilla parva Bigelow, 1891
- Squilla rugosa Bigelow, 1893
- Squilla schmitti Lemos de Castro, 1955
- Squilla scorpio Latreille, 1828
- Squilla sibogae Hansen, 1926
- Squilla stridulans Wood-Mason, 1894
- Squilla stylifera Lamarck, 1818
- Squilla subfasciata Tate, 1883
- Squilla supplex Wood-Mason, 1875
- Squilla surinamica Holthuis, 1959
- Squilla swetti Schmitt, 1940
- Squilla tenuispinis Wood-Mason, 1891
- Squilla terrareginensis Stephenson, 1953
- Squilla tiburonensis Schmitt, 1940
- Squilla tricarinata Holthuis, 1941
- Squilla tridentata Thomson, 1882
- Squilla verrucosa Hansen, 1926
- Squilla vittata H. Milne Edwards, 1837

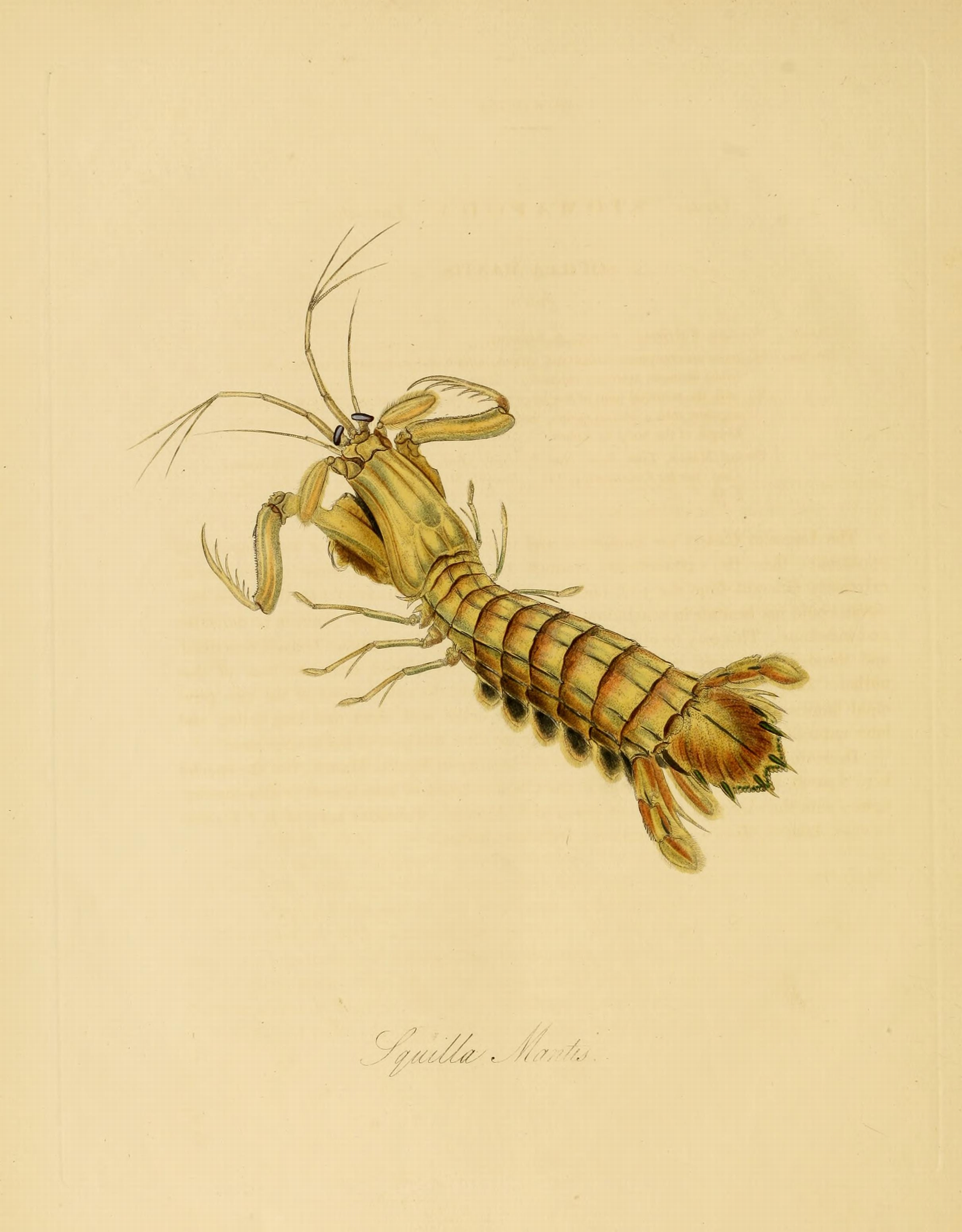
Dessin naturaliste d'une Squilla mantis.

- Squilla wood-masoni Kemp, 1911
- Squilla zanzibarica Chopra, 1939

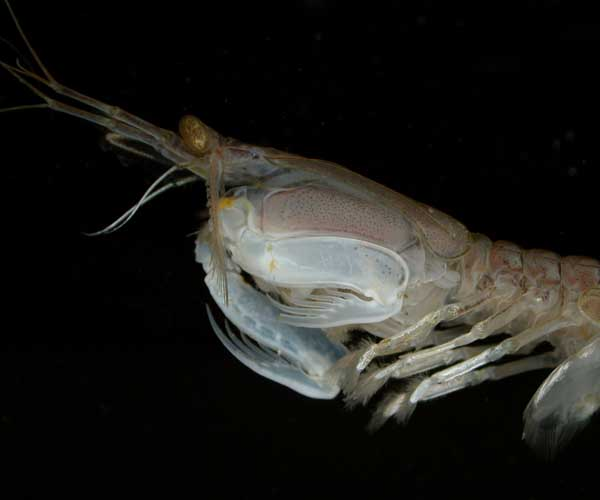
Squilla mantis
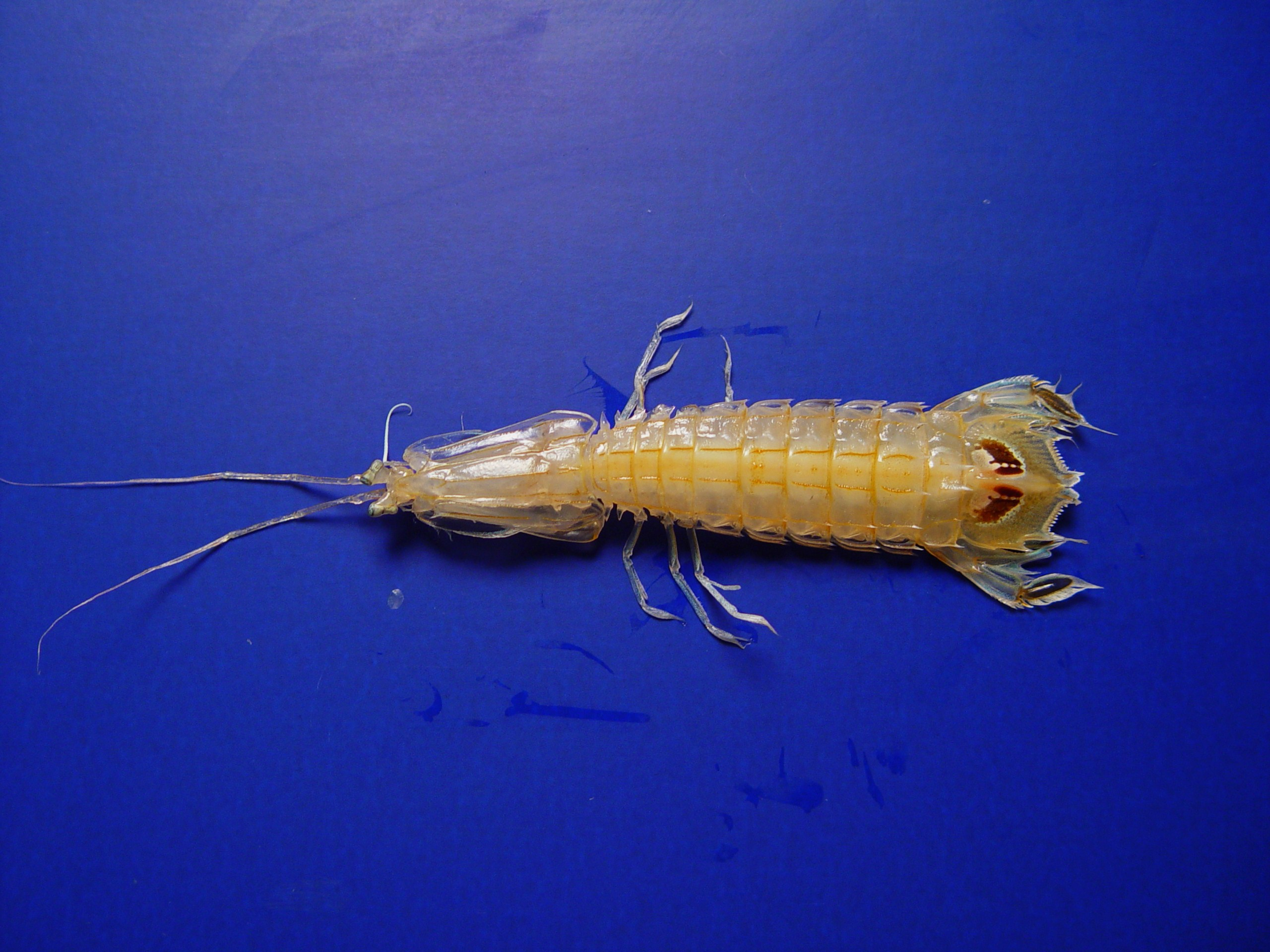
Squilla chydaea
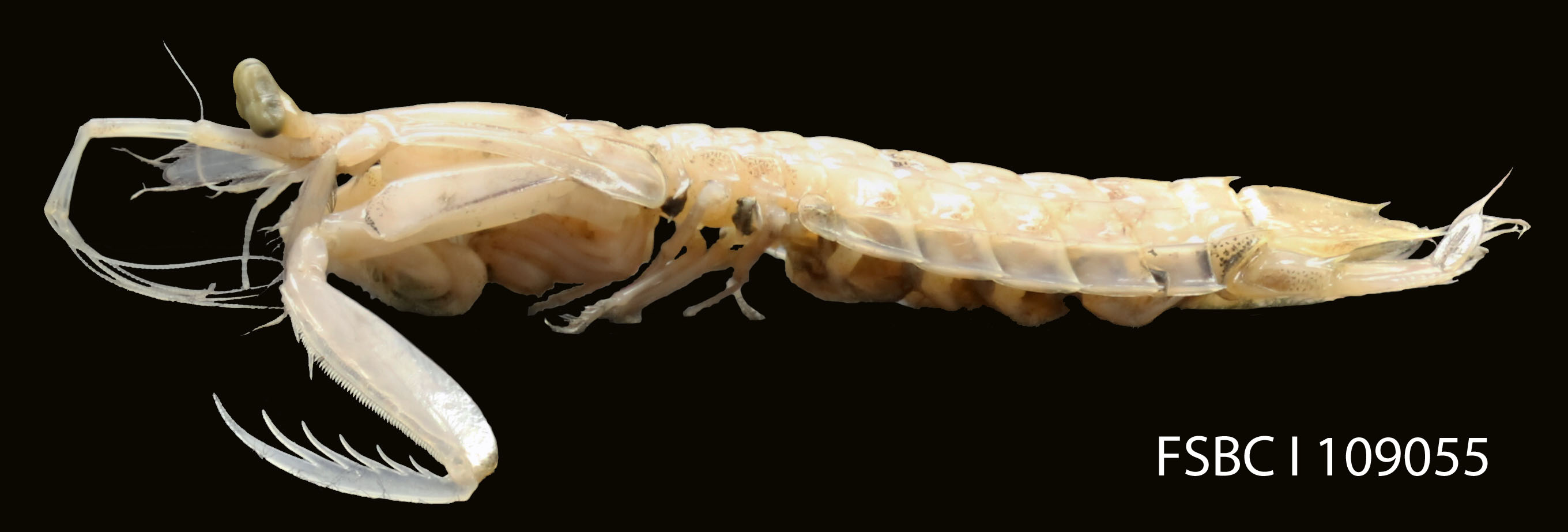
Squilla deceptrix
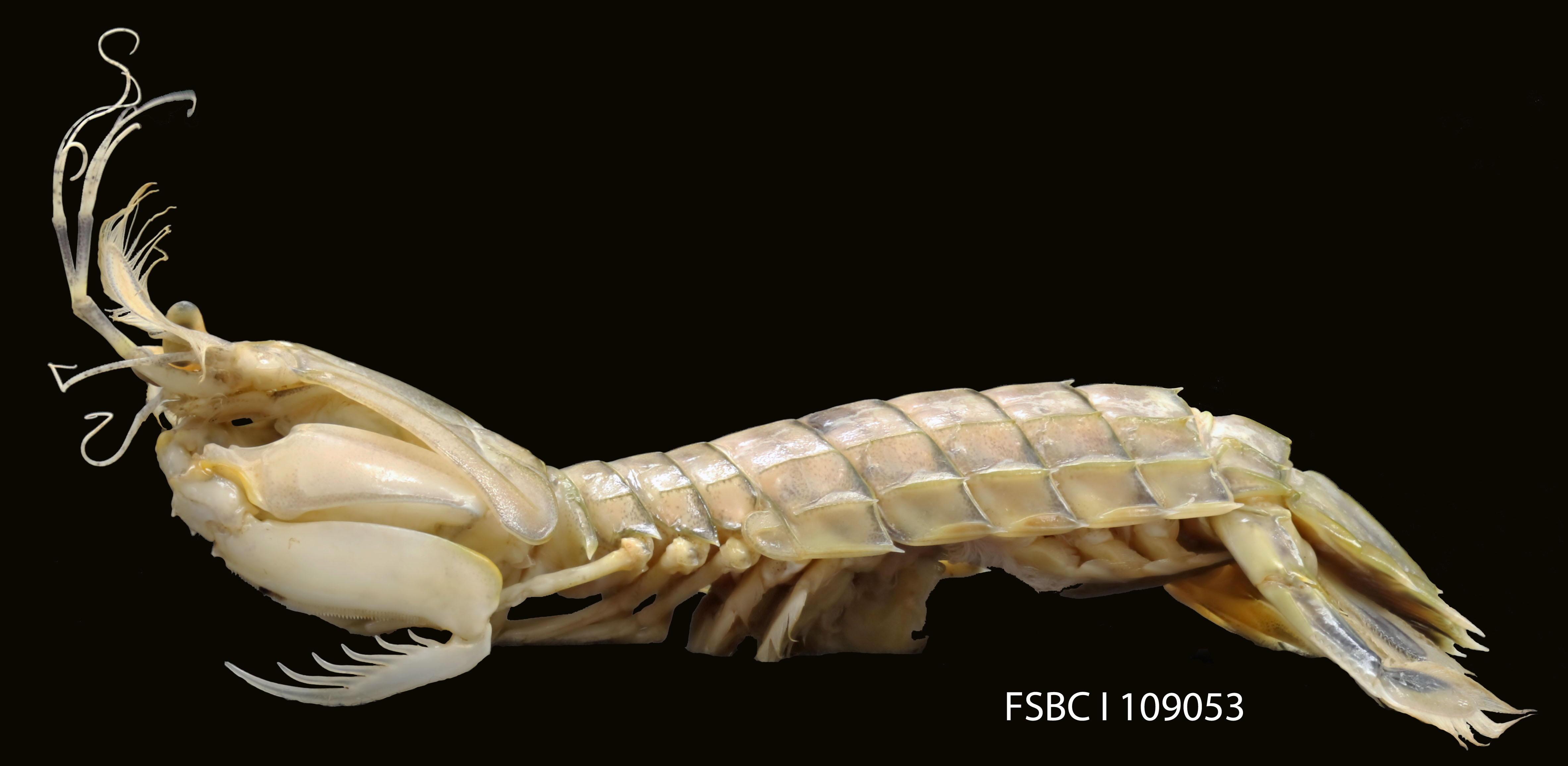
Squilla empusa
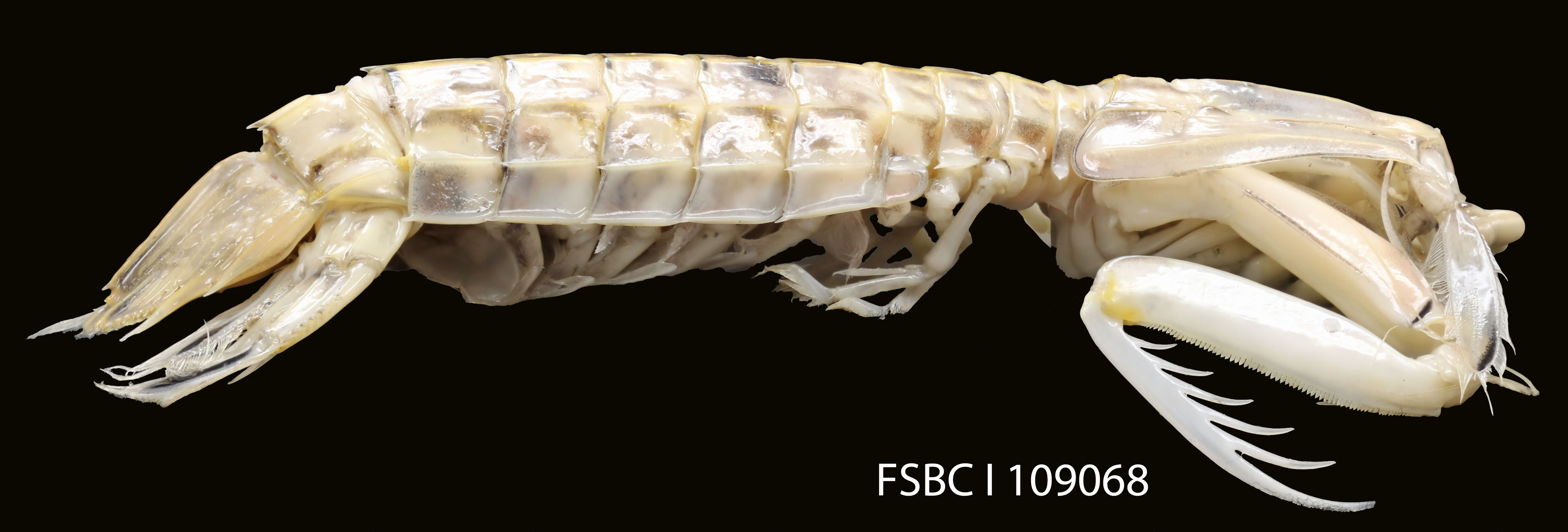
Squilla rugosa